# هولستد
هولستد (به لاتین: Holsted) یک منطقهٔ مسکونی در دانمارک است که در Vejen Municipality واقع شده‌است. هولستد ۲٫۸۹ کیلومتر مربع مساحت و ۳٬۱۲۳ نفر جمعیت دارد.